# 若干の歴史問題に関する決議
若干の歴史問題に関する決議（じゃっかんのれきしもんだいにかんするけつぎ、中国語: 关于若干历史问题的决议）は、1945年4月20日に中国共産党第六期中央委員会第七回全体会議で採択された文書である。
劉少奇、周恩来ら7人の特別委員会が起草・修正した。この文書は、中国共産党創立以来、特に第六期中央委員会第四回全体会議から遵義会議までの間の政治運動の教訓をまとめ、左派の相次ぐ過ちがもたらした被害を詳述している。

## 背景
この文書は、整風運動を背景に作成されたものである。1942年秋以降、毛沢東は上級幹部を対象とした「整風」を開始した。1943年3月の政治局拡大会議では、権力の中枢が再編成され、毛沢東が主席となり、正式に中国共産党のトップの座に就いた。その後、毛沢東は、特に国際主義者との関係で、1927年以来の中国共産党の歴史を見直すように指示した。世論の圧力を受けて、王明、周恩来、陳毅、彭徳懐は自分たちの「誤り」を認めざるを得なくなった。
1944年5月21日、拡大第六期中央委員会第七回全体会議の第1次全体会議が延安で開かれ、毛沢東は中央委員会政治局を代表して作業報告を行い、党の歴史問題に対処するための6つの原則と指導意見を発表した。党の歴史問題決議準備委員会は、任弼時が委員長を務め、劉少奇、康生、周恩来、張聞天、彭真、高崗、博古が参加して、1942年に毛沢東が書いた『歴史問題草案』に基づいて決議案の起草を開始した。1945年4月20日に、「若干の歴史問題に関する決議」が、第六期中央委員会第七回全体会議最終日（第八次会議）で原則採択された。

## 内容
第六期中央委員会第七回全体会議第八次会議では、政治局を代表して任弼時が、歴史決議は第六期中央委員会第四回全体会議から遵義会議までの問題が中心であり、歴史問題の解決に向けたアプローチは、個人の責任を重視せず、誤りの内容や根源を分析すると説明した。決議は、陳独秀の右派日和見主義、瞿秋白と李立三の左派盲目活動主義、特に王明の左派教条的過ちなど、中国共産党創立以来20年間の数々に歴史問題のついて、結論を導き出した。この文書によると、左派と右派の傾向は全て偶然に起こったのではなく、ある種の社会的・歴史的条件の産物であったという。